# 豊田商店街

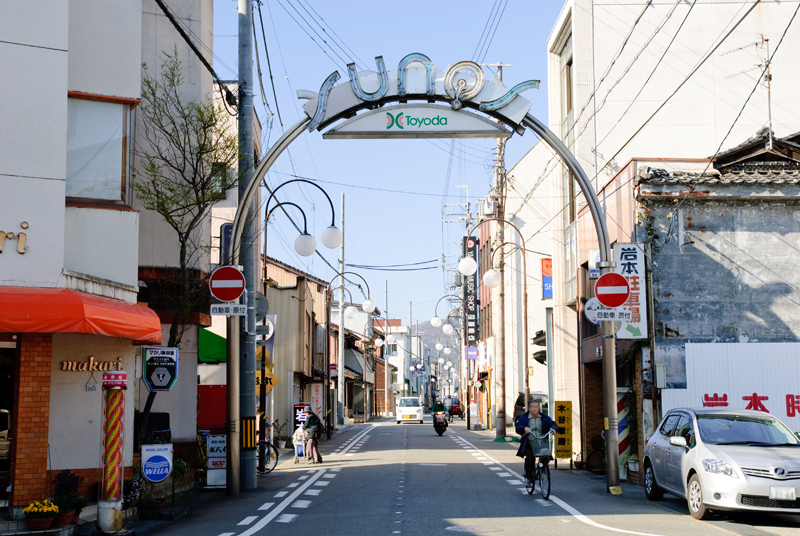
豊田商店街

豊田商店街（とよだしょうてんがい）は兵庫県豊岡市京町にある商店街。大石りく生誕の地。

## 概要
約200mにわたって南北に伸びる商店街である。北端の宵田橋詰でカバンストリートと接する。
この地は、1669年（寛文9年)に但馬国豊岡藩京極家の家老石束毎公の長女として誕生した、『忠臣蔵』の主役・大石良雄の妻として有名な大石りくが生まれた場所である。商店街から豊岡市立図書館に向かう付近一帯が生家・石束家跡地とされており「大石陸女生誕地碑」と「1702年・豊岡城下絵」の案内板が建っている。
1871年11月の豊岡県設置に伴い1872年に宵田町と小尾崎町を隔てていた神武山（豊岡城）の丘陵地を削り取るとともに、城地であった旧豊岡藩郭内を開いて町地を形成する大工事が敢行された。この工事を請け負ったのは出石の奥田勘三郎であった。参事はその功を賞して豊岡の「豊」と奥田の「田」を組み合わせて「豊田町」と名づけ、豊田町が誕生することとなった。以後、付近には豊岡県庁、役所、小学校、裁判所、病院、警察署が建設されていくことになり、大きく発展を遂げた。
1889年3月に目坂（旧但馬国城崎郡目坂村、のちの奈佐村）出身で、力餅食堂の創業者として知られる池口力造が饅頭店を開店させた。しかし、売り上げが伸びず1895年に京都の寺町六角で饅頭屋を開店させ、1903年には「京都名物力餅」として売り出して成功して関西一円に「力餅食堂」を展開させた。1964年には兵庫県北部地域で初めてスーパーマーケットチェーンのトヨダが開店した。
大正から昭和初期にかけて行われた「円山川改修工事」までは円山川本流が商店街に沿って流れており、円山川の水運によって繁栄していた。現在も付近の川筋には玄武岩の石積みの護岸が残っており、当時の面影を偲ぶことが出来る。
例年8月1・2日には但馬三大祭りの一つ柳まつりと併せ、七夕まつりが開催されている。

## 沿革
- 1669年（寛文9年） - 大石りくが生まれる
- 1872年（明治5年） - 旧豊岡藩郭内を開き、豊田町が誕生する
- 1872年（明治5年）7月 - 豊岡県で初めて特定郵便局が設置される
- 1889年（明治22年）3月 - 力餅食堂創業者、池口力造が饅頭店を開店する
- 1901年（明治34年）11月2日 - 豊田町成立30年祭を開催
- 1964年（昭和39年）5月 - トヨダが設立される
- 1964年（昭和39年）7月 - トヨダ本店が開店する（2011年閉店）
- 1967年（昭和42年）10月 - トヨダデパートの2階店舗が開店する
- 1967年（昭和42年）11月 - 本店を増築し、複合施設となる
- 1992年（平成4年）9月 - 本店を改装する
- 2009年（平成21年）10月 - 市が空き店舗出店者支援事業を実施する（翌年3月31日まで）

## イベント
- 七夕まつり

## 周辺情報
- 神武山公園付近
  - 豊岡城
  - 豊岡陣屋
  - 豊岡市立図書館
  - 豊岡市立豊岡小学校
  - 兵庫県立豊岡高等学校
- カバンストリート
  - 但馬信用金庫
- 豊岡中央公園
  - 豊岡市立総合体育館
  - 豊岡市民会館
  - JAたじま
- 豊岡駅通商店街
  - 豊岡駅（JR西日本山陰本線・京都丹後鉄道宮豊線）
  - 豊岡市役所
  - 豊岡復興建築群

## 所在地
- 〒668-0033 兵庫県豊岡市中央町8-8

## 交通
- 豊岡駅（JR西日本山陰本線・京都丹後鉄道宮豊線）より1.1Km、徒歩13分
- 全但バス - 「豊田町」下車
- コバス - 南ルート、バス停「豊田商店街」下車